# 訴諸權威
訴諸權威（英語：Appeal to authority）或称偽托權威、援假權威，訴諸不當權威，是一種特殊類型的歸納論證謬誤，通常以統計三段論的形式來表達。雖然有時某些類別的訴諸權威能够成为有力的歸納論證，但是这种论证通常都存在被誤用的情况。

## 訴諸權威的形式

### 訴諸同一領域上的權威

#### 訴諸專業中的非專業權威
一種常見的訴諸不當權威，是諸訴專業中的非專業權威。例如在自然科學範疇中，談及生物學的時候，訴諸了權威的物理學家，雖然物理及生物都是自然科學，但屬於卻不同的學科。又例如在談及物理學中的量子力學領域中，訴諸主力研究經典力學的權威物理學家，而非主力量子力學的權威物理學家，雖然正確地訴諸了物理學範疇的學者，但卻訴諸了錯誤的子範疇。又例如在談及生物學中的分子生物學領域中，訴諸主力研究較宏觀的生態生物學的權威科學家，而非主力分子生物學的權威科學家。雖然同樣訴諸了生物學家，但卻訴諸了不同的子範疇。又例如在歷史範圍中，談及美國歷史，卻訴諸了研究中國唐宋史的權威專家，這也犯了訴諸錯誤權威謬誤。又例如在人工智能領域中，訴諸主要研究傳統的程式設計的電腦科學家，而非主力研究人工智能的電腦科學家。又例如在自然語言處理領域中，雖然是屬於人工智能領域，但訴諸研究其他範圍的人工智能學者，而非研究自然語言處理的學者，也可是諸訴專業中的非專業權威。

#### 訴諸正真同一領域的專業權威
即使是訴諸同一領域的權威，也不代表訴諸正確的權威。
因為專家及權威之間，可以存在利益衝突（包括金錢利益、非金錢經濟利益、政治利益、名聲、惡意競爭等）、或因要維護尊嚴（包括個人、集體或行業尊嚴）、或因為信仰立場（包括個人信仰、政治信仰、傳統信仰、宗教信仰、超自然信仰等）、或者因為社會政治或群眾壓力，或其他的認知偏誤，而發表偏差或錯誤的說法。
此外，訴諸個別或部分的專家意見，而非專家共識，也非專家的研究調查結果，也是犯了訴諸錯誤權威謬誤。
歷史上对于訴諸權威意見不一。有些意見認為訴諸權威论证一半是对的一半是错的，有些认为这个立論是非常脆弱，甚至是明顯的謬誤；有些則认为这个论证方法的说服力强，“合理有力”。
如果在特定情况下，爭議各方均認為這個權威是可靠的，那么相应的推論過程便是正確的。

#### 統計三段論的基本表達方式
根據統計三段論，訴諸權威的表達方式為：
專家甲在乙領域說的任何事情都是正確的。
專家甲在乙領域提出了丙理論。
因此，丙理論是正確的。
這種歸納的論證方式是基於以下兩項因素：
1. 專家甲是乙領域的專家。
2. 丙理論是在乙領域的專家們的討論下得出的共識。

這些條件也可以加到論證本身的結構中，形式如下：
X認為A是正確的。
X是該領域的專家。
專家們（或經典文献）認同X。
因此，假定A是正確的。

#### 科學界的論述及例子
科學知識一直都是通过實驗及觀察獲取的，科學學說的有效性，是奠基於客觀證據和可證偽性上的，因此訴諸權威事實上在科學上是沒用的。卡爾·薩根曾經表示：
科學的偉大之處就是其對“權威的不信任”…… 就算是權威，他們很多的論點並非基於事實與觀察，最後仍然被证明是錯誤的。權威和普通的科學研究者一樣，都需要以同樣的手法以證明一件事情的對錯。
可是，美國就曾經因為訴諸權威而出現錯誤地對標示人類的染色體數量的問題。1923年，一位著名的人類學家費洛普勒·皮特基於錯誤的數據及互相抵觸的觀察結果声称人類有24對染色體。因為他在該領域為權威人士，這個結論在20世紀20年代至50年代被大多數的人認同並採用。當時，就算相關顯示人類染色體數量的圖片顯示只有23對染色體，相關的教科書卻仍然指出人類有24對染色體。其權威性甚至影響進行相關研究的人士。他們就算根據觀察及實驗得出人類只有23對染色體的結論，卻嘗試證明自身的觀察結果是錯誤的而非嘗試挑戰費洛普勒·皮特的結論。這個問題最終於1950年代修正。
另一個例子是密立根的油滴實驗，在密立根首先進行了油滴實驗後，很多學者也重複了他的實驗，然而，在他們獲得一個比密立根數值更高的結果時，他們以爲一定哪裡出了錯，他們會拼命尋找，以找出實驗有錯誤的原因；另一方面，當他們獲得的結果跟密立根的相仿時，便不會那麼用心去檢討。因此，他們排除了所謂「相差太大」的資料，不予考慮。結果把資料跟時間畫成坐標圖，就會發現一些後來的人得到的數值比密立根的數值大一點點，下一個人得到的資料又再大一點點，下一個又再大上一點點，最後，到了一個更大的數值才穩定下來；而當年密立根的資料有點偏差，因爲他用了個不準確的空氣粘滯係數數值。
假如一個學說在經過來自大量反方的質疑後依舊經得起考驗，並且有學界共識支持，那這個學說很可能是基本正確的，像演化、全球暖化現象、相對論以及光電效應的光量子假說等皆屬此類；反之若一個學說有相當數量的反對證據，那就算這學說有多數相關領域的專家支持，也應該對之存疑，將之視為未定的或將之假定為錯誤的，像例如死刑對殺人缺乏更強的嚇阻效果的說法，就屬於儘管有相關學者（多數犯罪學者都認為死刑缺乏更強的嚇阻效果）支持但有相當數量的證據反對（像是1996年至2010年之間美國關於死刑對謀殺嚇阻效果的24篇論文中有17篇明確支持死刑有更強的嚇阻效果），所以該存疑的學說。

### 訴諸不相關領域的權威
訴諸不相關領域的權威也是一种常見的訴諸權威錯誤。假設專家甲是領域乙的權威，他對領域乙的發言大都是可靠的，但如果將專家甲在領域丙的言論也視為可靠，而專家甲並非領域丙的權威，就是屬於一種錯誤的訴諸權威的。另一種訴諸權威的謬誤是將權威說的話當成正確。從剛才的例子可得知，雖然專家甲是領域乙的權威，但不代表他在領域乙的發言就一定是正確。相關推論的正確性應該由理據的充份來決定，尤其是對於專家彼此爭辯中的、尚未取得共識的議題。如果只是質疑提出問題的人的發言權，無論他是不是權威，都犯下了訴諸人身的謬誤。

### 訴諸權威謬誤的形式
- 訴諸其他領域的權威。例如，「經濟學家ＸＸＸ認為愛因斯坦的相對論是不可能的。」、「宗教經典主張寬恕、原諒，因此該廢除死刑。」[22]
- 訴諸一家之言的權威，忽略了實際上該立場多有争议，或相關權威的言論牽涉到個人利害。例如，「營養學家ＸＸＸ的研究發現含糖飲料不是導致發胖的原因」（但ＸＸＸ的研究受到飲料公司的經費贊助）。但若仅由此就推得某权威的言论错误，则可能犯了訴諸動機的谬误。
- 訴諸權威的個人意見。例如，ＸＸＸ局長說：「學生是政府的政策下最大得益者，所以學生無權批評領導人。」
- 訴諸權威的非認真言論（如開玩笑、如酒醉時的言論）。例如，「孔融主張子女是父親發情的產物，因此兩者之間實際上沒有親情可言，還主張說子女對母親，就如放在瓶子中的東西，拿出來後兩者也就沒有聯繫了，因此孔融反對孝道、鼓勵大家不孝。」[23]
- 訴諸匿名的權威（匿名的權威無法確定其真實性）。例如，「研究指出，吃素對健康無益。」但沒具體指出哪些研究（這也是假資訊來源的一種）

## 外部連結
- （英文）Logical Fallacy: Appeal to Misleading Authority （页面存档备份，存于）
- （英文）Philosophy 103: Introduction to Logic Argumentum Ad Verecundiam （页面存档备份，存于）